# Boejnaksk
Boejnaksk (Russisch: Буйнакск) is een stad in de Russische autonome republiek Dagestan. De stad ligt de voet van de Grote Kaukasus, aan de oevers van de Sjoera-Ozen-rivier, ongeveer 40 km ten zuidwesten van Machatsjkala.
Boejnaksk werd in 1834  onder de naam Temir-Chan-Sjoera (Темир-Хан-Шура) gesticht als versterkte grenspost, nabij de ruïnes van de middeleeuwse stad Balanjar. De stad verkreeg in 1866 stadsrechten en werd in 1922 hernoemd tot Boejnaksk, ter ere van de revolutionair Oelloebi Boejnakski.
Op 13 november 1920 kreeg Dagestan van de Russische Socialistische Federatieve Sovjetrepubliek de status van Autonome Socialistische Sovjet Republiek (ASSR), tijdens het congres over de Dagestanen in Temir-Chan-Sjoera.
In mei 1970 werd de stad zwaar beschadigd door een aardbeving.
Bestuurlijk centrum: Machatsjkala

Steden: Boejnaksk · Chasavjoert · Dagestanskieje Ogni · Derbent · Izberbasj · Joezjno-Soechokoemsk · Kaspiejsk · Kiziljoert · Kizljar

Districten: Achtynski · Achvachski · Agoelski · Akoesjinski · Babajoertovski · Boejnakski · Botlichski · Chasavjoertovski · Chivski · Choenzachski · Dachadajevski · Derbentski · Dokoezparinski · Gergebilski · Goembetovski · Goenibski · Kajakentski · Kajtagski · Karaboedachkentski · Kazbekovski · Kiziljoertovski · Kizljarski · Koelinski · Koemtorkalinski · Koerachski · Lakski · Levasjinski · Magaramkentski · Nogajski · Novolakski · Oentsoekoelski · Roetoelski · Sergokalinski · Sjamilski · Soelejman-Stalski · Tabasaranski · Taroemovski · Tljaratinski · Tsjarodinski · Tsoemadinski · Tsoentinski